# Burg Hagnau
Die Burg Hagnau ist der Rest einer abgegangenen Burg im Gebäude Salmannsweiler Weg 1 in Hagnau am Bodensee im Bodenseekreis in Baden-Württemberg.
Die Burg wurde im 12. Jahrhundert von den Herren von Hagnau, die vermutlich Ministeriale des Bistums Konstanz waren, erbaut. 1152 wird ein „Heinricus de Hagunowe“ erwähnt. 1265 kam die Burg an das Bistum Konstanz und diente ab 1285 bis 1804 als Pfleghof des Klosters Salem. Um 1568 wurde das Amtshaus „Salemer Klosterhof“ errichtet. Von 1979 bis 1982 fanden Restaurierungsarbeiten statt.
Von der ehemaligen Burganlage sind noch verbaute Reste wie der Turmsockel mit außergewöhnlich großen Buckelquadern erhalten.